# Victoria Foucher
Pour les articles homonymes, voir Foucher.
Victoria Foucher, née le 28 mai 1995 à Angers (Maine-et-Loire), est une joueuse française de volley-ball évoluant au poste de pointue.

## Biographie
Elle naît à Angers et grandit à Ancenis en Loire-Atlantique. À l'âge de 14 ans, elle s'installe avec sa famille à La Roche-sur-Yon, où elle commence à jouer au volley-ball.

### Carrière
D'origine vendéenne, elle passe par le centre de formation du Volley-Ball Nantes, club où elle commence sa carrière professionnelle. Cantonnée à un rôle de doublure, elle rejoint lors de l'intersaison 2016 le VC Marcq-en-Barœul qui évolue en Championnat Élite. Avec ce dernier, elle remporte cette même division lors de la saison 2017-2018.    
Elle joue l'exercice 2018-2019 au Istres Provence Volley.
Elle effectue la première partie de saison 2019-2020 avec le club allemand du VfB Suhl avant de rejoindre le Quimper Volley 29 — formation de division Élite — en janvier 2020, où elle remplace la Tchèque Vendula Merkova, blessée.
En 2020, elle s'engage pour le club espagnol de CV Gran Canaria, avec lequel elle remporte le championnat national et parvient en finale de la Coupe de la Reine lors de sa première année. En septembre 2021, elle remporte la Supercoupe d'Espagne face au Club Voleibol Alcobendas.
En novembre 2021, elle rejoint le Volley Soverato, évoluant en Serie A2 italienne (it).
En 2022, elle fait son retour à Quimper et participe à la remontée du club en Ligue A, en remportant le championnat lors de sa première saison. Pour l'ensemble de ses performances, elle est désignée meilleure pointue de la division.
En 2024, elle s'engage avec Vandœuvre Nancy. Elle parvient à pousser l'équipe jusqu'aux 1/2 finale du championnat de France, ainsi qu'en 1/8è de finale en CEV cup, alternant les bonnes performances quand elle est titularisée d'entrée de jeu mais également lorsqu'elle est uniquement sollicitée en cours de jeu. Humainement et sportivement appréciée des supporters du VNVB, Victoria quitte le club pour de nouveaux horizons en mai 2025.

## Clubs
- Volley-Ball Nantes (2013–2016)
- VC Marcq-en-Barœul (2016–2018)
- Istres PV (2018–2019)
- VfB Suhl (2019–déc.2019)
- Quimper Volley 29 (jan.2020–2020)
- CV Gran Canaria (2020–nov.2021)
- Volley Soverato (nov.2021–2022)
- Quimper Volley 29 (2022–2024)
- Vandœuvre Nancy (2024–2025)

## Palmarès
en France
- Championnat de France :
  - Finaliste en 2014.

- Coupe de France :
  - Finaliste en 2014, 2016.

- Championnat de France Élite (2) :
  - Vainqueur en 2018, 2023.
  - Finaliste en 2019.

- Coupe de France amateur :
  - Finaliste en 2017, 2018, 2019.

en Espagne
- Championnat d'Espagne (1) :
  - Vainqueur en 2021.
  - Finaliste en 2022.

- Coupe d'Espagne :
  - Finaliste en 2021.

- Supercoupe d'Espagne (1) :
  - Vainqueur en 2021.

### Distinctions individuelles
- Élue dans le 6 majeur du championnat d’Espagne comme pointue en 2021
- Meilleure pointue du Championnat Élite 2022-2023.

## Vie personnelle
Son compagnon est l'actuel Kinésithérapeute de l’équipe du Grand Nancy Volley Ball - Mickaël LERICH 